# Струнен квартет № 14 (Дмитрий Шостакович)
„Струнен квартет № 14“ във фа диез мажор (опус 142) е струнен квартет на руския композитор Дмитрий Шостакович.
Написан е през 1973 година и, както предходните три струнни квартета на Шостакович, е посветен на един от членовете на Струнен квартет „Бетховен“ – сега на виолончелиста Сергей Ширински, – като съответният инструмент има специална роля в композицията. Изпълнен е за пръв път пред публика на 12 ноември 1973 година в Ленинград от Струнен квартет „Бетховен“.